# David Crawshay
David Crawshay OAM (* 11. August 1979 in Carlton, Victoria) ist ein ehemaliger australischer Ruderer, der 2008 olympisches Gold im Doppelzweier gewann.
Crawshay begann 1994 mit dem Rudersport. Bei den Olympischen Spielen 2004 verpasste Crawshay mit dem australischen Doppelvierer den Einzug ins Finale und belegte den siebten Platz. 2005 und 2007 wurde er australischer Meister im Einer. Bei den Ruder-Weltmeisterschaften 2007 auf der Regattastrecke Oberschleißheim bei München belegte er zusammen mit Scott Brennan im Doppelzweier den zweiten Platz im B-Finale, wurde aber zweimal Dritter im Weltcup. In Peking bei den Olympischen Spielen 2008 gewannen Brennan und Crawshay dann überraschend die Goldmedaille im Doppelzweier.
2009 wechselte Crawshay in den Doppelvierer, zusammen mit Nick Hudson, Jared Bidwell und Daniel Noonan gewann er die Silbermedaille bei den Ruder-Weltmeisterschaften 2009. Im Jahr darauf gewann der Doppelvierer in der Besetzung Karsten Forsterling, David Crawshay, James McRae und Daniel Noonan die Bronzemedaille bei den Weltmeisterschaften in Neuseeland. 2011 kehrte Crawshay in den Doppelvierer zurück und belegte zusammen mit Scott Brennan den vierten Platz bei den Weltmeisterschaften in Bled. Bei den Olympischen Spielen 2012 belegten Brennan und Crawshay den achten Platz. Nach einer Unterbrechung 2013 setzte Crawshay seine Karriere 2014 als Mitglied des australischen Achters fort, bei den Weltmeisterschaften 2014 erreichte der Achter den siebten Platz. 2015 kehrte Crawshay in den Doppelvierer zurück, zusammen mit Karsten Forsterling, Cameron Girdlestone und David Watts gewann er die Silbermedaille bei den Weltmeisterschaften hinter dem deutschen Doppelvierer.
Für seine Verdienste um den Sport als Goldmedaillengewinner bei den Olympischen Spielen 2008 in Peking wurde er 2009 mit der Medaille des Order of Australia ausgezeichnet.